# Purral
Purral es el séptimo y último distrito del cantón de Goicoechea, en la provincia de San José, de Costa Rica.
El distrito se caracteriza por ser el más joven del cantón y por su concentración masiva de asentamientos humanos y de servicios.

## Historia
El distrito de Purral es el más joven del cantón, y se crea el 23 de julio de 1991 mediante el decreto ejecutivo 20587-G, cien años después de la creación del cantón, segregándose del distrito de Ipís. Con el decreto 28855-SP del 10 de julio de 2000, se modifican los límites territoriales del distrito definitivamente.

## Ubicación
Se ubica en el centro del cantón y limita al norte con el distrito de Ipís, al este con el distrito de Rancho Redondo, al oeste con el distrito de Guadalupe y el cantón de Moravia, y al sur limita con el distrito de Mata de Plátano.

## Geografía
Purral cuenta con un área de 3 km² y una altitud media de 1242 m s. n. m.

## Demografía
Para el año 2022, Purral cuenta con una población estimada de 34 370 habitantes, y para el último censo efectuado, en 2011, Purral contaba con una población de 27 464 habitantes.
Es el distrito más poblado del cantón.

## Localidades
- Barrios: Ana Frank, Castores, Cuadros, Don Carlos, El Alto (parte), Flor de Luz, Balbanero, Kurú, Lomas de Tepeyac, Lupita, Montesol, Nogales, Pueblo, Violetas, La Esmeralda, Los Olimpos, Loma Verde (dentro del anterior Condominios Carmel) , La Riviera, Alemanias Unidas, Los Castores, Las Heliconias, La Chanita

## Transporte

### Carreteras
Al distrito lo atraviesan las siguientes rutas nacionales de carretera:
- Ruta nacional 218

## Concejo de distrito
El concejo de distrito del distrito de Purral vigila la actividad municipal y colabora con los respectivos distritos de su cantón. También está llamado a canalizar las necesidades y los intereses del distrito, por medio de la presentación de proyectos específicos ante el Concejo Municipal. El presidente del concejo del distrito es el síndico propietario del partido Unidad Social Cristiana, Martín Picado Aguilar.
El concejo del distrito se integra por:
| #                       | Partido                             | Nombre                         |
| Síndico propietario     | Síndico propietario                 | Síndico propietario            |
| ----------------------- | ----------------------------------- | ------------------------------ |
| 1                       | Partido Unidad Social Cristiana     | Martín Picado Aguilar          |
| Síndico suplente        |                                     |                                |
| 2                       | Partido Unidad Social Cristiana     | Iris Vargas Soto               |
| Concejales propietarios |                                     |                                |
| 3                       | Partido Unidad Social Cristiana     | Teddy Morales Méndez           |
| 4                       | Partido Unidad Social Cristiana     | María Salomé Sánchez Corea     |
| 5                       | Partido Liberación Nacional         | Sandra García Rosal            |
| 6                       | Partido Accesibilidad sin Exclusión | Elisa Pérez Segura             |
| Concejales suplentes    |                                     |                                |
| 7                       | Partido Unidad Social Cristiana     | Kriss Gamboa Artavia           |
| 8                       | Partido Unidad Social Cristiana     | Luis Fernando Artavia González |
| 9                       | Partido Liberación Nacional         | Carmen Monge Fonseca           |
| 10                      | Partido Accesibilidad sin Exclusión | Marlene Castillo Mesén         |